# Schoenlandella fulviventris
Schoenlandella fulviventris är en stekelart som beskrevs av Cameron 1906. Schoenlandella fulviventris ingår i släktet Schoenlandella och familjen bracksteklar. Inga underarter finns listade i Catalogue of Life.